# 道成肉身
道成肉身或譯聖言成了血肉（英語：Incarnation，希臘語：，基督教術語，正統基督教信仰認為，耶穌基督是三位一體中的第二個位格，即是聖子或道（或譯聖言、羅格思、邏各斯、物爾朋，羅馬化：lógos），他通過瑪利亞的子宮，成為肉體，降生在世上，瑪利亞也因此擁有天主之母及聖母（又譯為誕神女）的稱號。
這個信條在《尼西亚信经》中被確認，是基督教基本教义之一，基于对《圣经·新约全书》的理解。该教义认为：三位一体中的圣子在降世之前与圣父同体，称为“道”或「聖言」。后来这个“道”以肉身的形式降世成人，便是耶稣。所以耶稣就是道成肉身或稱聖言成了血肉，既是完全的神，又是完全的人。
幻影說反對道成肉身，認為耶穌不曾以肉體方式出生與行動，而是聖父讓世人產生的一個幻影。
面具說反對道成肉身，認為耶穌不是道的化身，而是聖父本人的化身。
養子說則認為，耶穌完全是一個人類，並無道成肉身，是因為耶穌的聖潔與道德，成為聖父指定的養子，他們以「收養」來比喻耶穌與聖父之間的關係。
亞玻里拿留派认为耶稣基督仅有人類的身体和魂，没有人類的靈，乃是以道來代替「灵」。

## 字源
這個單字源自於《約翰福音》1:14：「道成了肉身」的希臘文版本kai ho logos sarx egeneto，譯作拉丁文為 et Verbum caro factum est。古希臘語：，即邏各斯，意為話語，或是道，譯為拉丁語：。古希臘語：（sarx），意思是肉、肉身、身體，譯為拉丁語：，加上前綴詞　in-，成為動詞，意為使它成為血肉。這個單字，最後成為英語：。
天主教會傳入中國時，傳教士借用中國傳統名詞「天主」稱呼唯一真神，此譯名乃源自中國神話中的天神──天主一詞；中國的新教則借用同屬中國傳統名詞「上帝、神」稱呼。和合本聖經《約翰福音》第1章第1节：「太初有道，道與神同在，道就是神」；聖經思高本《若望福音》第1章第1節：「在起初已有聖言，聖言與天主同在，聖言就是天主。」；「道」是新教的譯法，而天主教會則譯為「聖言」，聖經恢復本翻譯為“話”。